# Craon (Mayenne)
Craon is een gemeente in het Franse departement Mayenne (regio Pays de la Loire). De gemeente telde 4.415 inwoners op 1 januari 2022. De plaats maakt deel uit van het arrondissement Château-Gontier.
Paardenrennen zijn populair in Mayenne en jaarlijks worden op het hippodroom in Craon twee wedstrijden georganiseerd.

## Geschiedenis
Craon was eerst een heerlijkheid en vervolgens een baronie. De stad had een stadsmuur van 1600 m lengte met 27 torens. De stad had een belangrijke markt waar onder andere linnen werd verhandeld. Verder was er een koninklijke zoutopslag in verband met de gabelle of zoutaccijns. In de 12e eeuw kwam er ook een kapittelkerk in Craon.
In 1592 werd de stad, die in handen was van aanhangers van de Heilige Liga, belegerd door de troepen van koning Hendrik IV. Die slaagden er niet in de stad in te nemen. Maar in 1604 werden de muren van de stad en het middeleeuwse kasteel afgebroken. Baron Pierre-Ambroise de la Forest d'Armaillé liet tussen 1773 en 1776 het kasteel van Craon bouwen. De familie moest vluchten na de Franse Revolutie maar het kasteel kwam tijdens de Restauratie terug in het bezit van de familie. Deze familie verkocht het kasteel aan de familie Champagné in 1828.
In de 17e eeuw werd er een klooster van benedictinessen geopend in Craon. Dit klooster was verkocht door de staat in 1791 en geplunderd in 1793 toen opstandelingen uit de Vendée Craon bezetten, maar werd door de nakomelingen van de laatste baron in de jaren 1820 gekocht, opgeknapt en er werd een nieuwe kloosterkerk gebouwd. Délie de Cossé Brissac, kleindochter van de bouwheer van het kasteel, was moeder-overste van het klooster. Anno 2022 is het klooster nog steeds actief.
Het kapittel werd afgeschaft tijdens de Franse Revolutie en de oude kerk werd afgebroken in de 19e eeuw in het kader van de stadsvernieuwing. Halfweg de 19e eeuw werd een nieuwe parochiekerk gebouwd naar plannen van Édouard Moll. De neogotische kerk Saint-Nicolas heeft een orgel uit 1856 dat werd gerestaureerd tussen 2000 en 2003. In de stad werden de laatste resten van de stadsmuren afgebroken en er kwamen nieuwe straten, een markthal en een brug over de Oudon. In 1877 kwam er een treinstation. In 1848 werd het hippodroom van La Touche geopend in Craon.
In de 20e eeuw werd Craon een belangrijk landbouwcentrum en stilaan werd ook ingezet op het toerisme.

## Geografie
De oppervlakte van Craon bedroeg op 1 januari 2022 24,56 vierkante kilometer; de bevolkingsdichtheid was toen 179,8 inwoners per km².
De Oudon stroomt door de gemeente.
De onderstaande kaart toont de ligging van Craon met de belangrijkste infrastructuur en aangrenzende gemeenten.

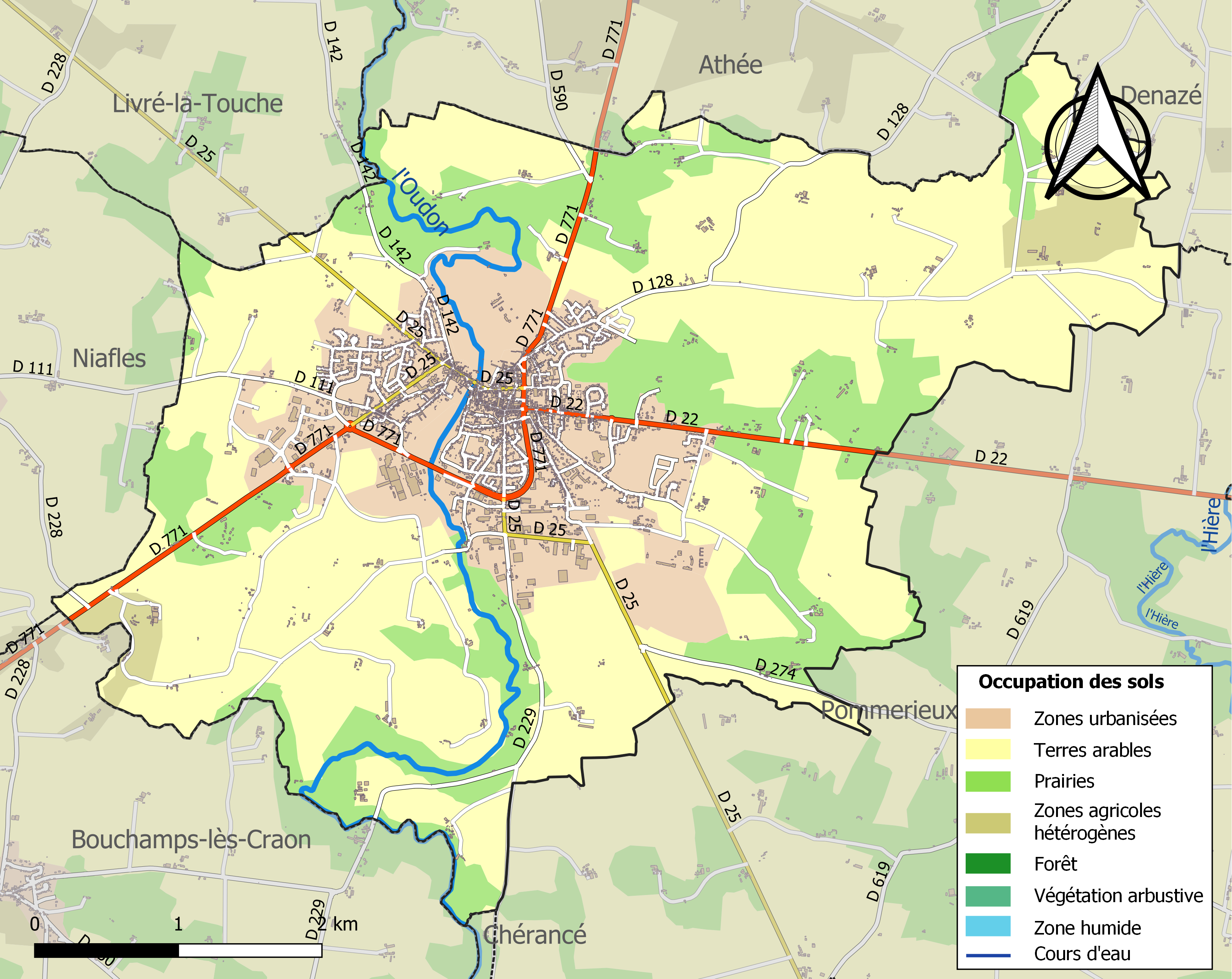

## Demografie
Onderstaande figuur toont het verloop van het inwonertal (bron: INSEE-tellingen).

## Geboren in Craon
- Constantin-François Volney (1757-1820), filosoof en oriëntalist